# Joseph N'Duquidi
Joseph Nduquidi Diazongua Nfingui (sinh ngày 31 tháng 10 năm 2004) là một cầu thủ bóng đá người Pháp hiện đang thi đấu ở vị trí tiền vệ trung tâm cho câu lạc bộ Metz tại Ligue 2.

## Sự nghiệp thi đấu

### Forbach và Metz
Nduquidi gia nhập lò đào tạo trẻ của câu lạc bộ Forbach năm 7 tuổi, và chuyển đến FC Metz năm 2013. Anh bắt đầu tập luyện cho đội dự bị của họ vào năm 2021 và đội chuyên nghiệp vào năm 2022. Anh ra mắt cho Metz khi vào sân thay cho William Mikelbrencis ở phút bù giờ thứ 2 của hiệp 2, trong chiến thắng 3–0 tại Ligue 2 trước Amiens vào ngày 31 tháng 7 năm 2022.

## Đời tư
Sinh ra tại Forbach, Pháp, N'Duquidi là người gốc Angola.